# Sally Boss Madam
Sally Boss Madam là một ca sĩ - nhạc sĩ sáng tác nhạc châu Phi và người biểu diễn người Namibia. Cô sinh ra tại Windhoek.
Cô trở nên nổi tiếng sau khi phát hành đĩa đơn 'Boss Madam', sau đó nhờ đĩa đơn này cô đã giành được giải thưởng tại Giải thưởng Âm nhạc thường niên Namibia. Cô đã phát hành hai album 'Can đảm' và 'Tôi là Mukwanekamba.'

## Sự nghiệp âm nhạc
2018: Ca sĩ-nhạc sĩ người Namibia đã có 7 giải thưởng, bao gồm Album của năm, Nghệ sĩ nữ của năm và Bài hát của năm cho đĩa đơn "Những gì bạn nói". Cuối cùng Sally Boss Madam đã giành được hai giải thưởng trong các hạng mục: Nữ nghệ sĩ của năm và nghệ sĩ R & B xuất sắc nhất.
2015 - Làm Đại sứ thương hiệu cho Sanlam - Biểu diễn tại buổi lễ phụ nữ trao quyền với người phụ nữ đầu tiên là người bảo trợ - Biểu diễn tại lễ khai trương văn phòng của người phụ nữ đầu tiên - Diễn xuất mở màn tại buổi hòa nhạc BoyzIIMen
2014 - Đại sứ vô địch của phụ nữ CAF - Người trình diễn tại Castle Lite Road - Khai trương Ngân hàng Siêu cúp - Biểu diễn tại cúp Bidvest - Khai trương chương trình nghệ sĩ âm nhạc quốc tế Davido.
2010 - Biểu diễn trước Tổng thống, Người cha sáng lập của Namibia tại lễ kỷ niệm 20 năm Ngân hàng Namibia - Biểu diễn tại buổi khai mạc cũ của tòa tháp cũ

## Đĩa nhạc

### Album
- Courage (2015)
- I Am Mukwanekamba (2016)
- My Black (2017)

### Đĩa đơn
- "Bim Bim" ft Bussiwa
- "Natural"
- "What You Say"[5][6]
- "Fasuluka"